# 卡斯特羅維雷納區
卡斯特羅維雷納區（西班牙語：Distrito de Castrovirreyna），是秘魯的一個區，位於該國中南部萬卡韋利卡大區的卡斯特羅維雷納省，始建於1825年6月21日，面積937.94平方公里，海拔高度3,956米，2005年人口3,883，人口密度每平方公里4.1人。